# Ragoli
Ragoli település Olaszországban, Trento megyében.  Ragoli Comano Terme, Dimaro, Montagne, Pinzolo, Preore, San Lorenzo in Banale, Stenico, Tione di Trento, Tuenno és Molveno községekkel határos.

## Népesség
A település népességének változása: